# Герб комуни Крістінегамн
Герб комуни Крістінегамн (швед. Kristinehamns kommunvapen) — символ шведської адміністративно-територіальної одиниці місцевого самоврядування комуни Крістінегамн. 

## Історія

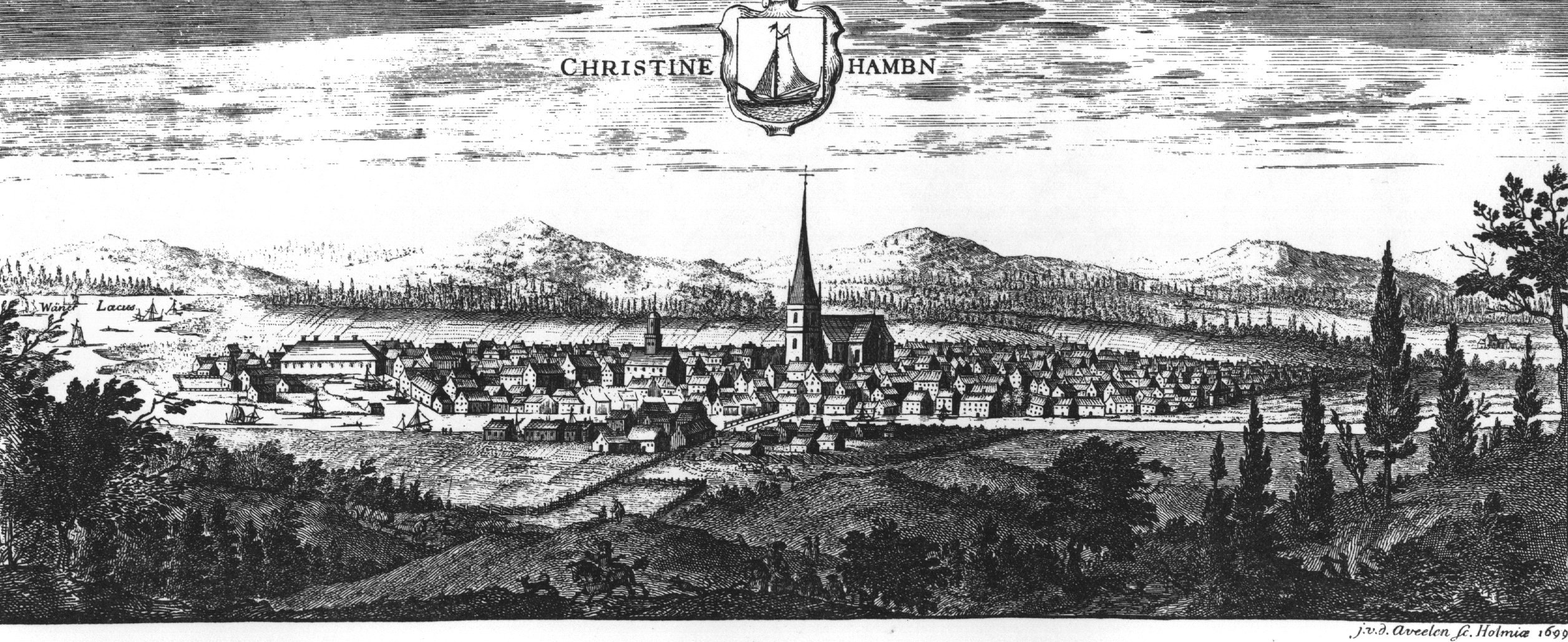
Герб на гравюрі з панорамою міста Крістінегамн (біля 1700 р.)

Цей герб від XVІI століття використовувався містом Крістінегамн. Отримав королівське затвердження 1941 року. 
Після адміністративно-територіальної реформи, проведеної в Швеції на початку 1970-х років, муніципальні герби стали використовуватися лишень комунами. Цей герб був 1971 року перебраний для нової комуни Крістінегамн.
Герб комуни офіційно зареєстровано 1974 року.

## Опис (блазон)
У срібному полі на синій хвилястій основі пливе червоний вітрильник (бойорт).

## Зміст
Сюжет герба взято з печатки міста, наданої королівським привілеєм 1642 року. Вітрильник вказує на розвинене мореплавство та портове значення міста. 